# Sous mes yeux
Pour plus de détails, voir Fiche technique et Distribution.
Sous mes yeux est un film français de Virginie Wagon produit dans le cadre de la collection « Masculin/Féminin » d'Arte, la chaîne de télévision franco-allemande.

## Synopsis
Dans l'attente d'un logement de fonction, un couple, James et Alison, s'installe pour quelque temps dans un appartement déjà occupé par un jeune homme, Liam. Ce jeune colocataire ne quitte pratiquement jamais l'appartement et se livre à un jeu étrange : muni d'une webcam, il se filme à chaque instant et retransmet en direct ses images sur son site Web personnel. James et Alison pénétrant dans le quotidien de Liam, deviennent à leur tour des « acteurs » de son site. Le couple, apparemment très amoureux, affiche une sexualité libre et se montre curieux de Liam. Au fil des jours, une relation trouble s'installe entre les trois protagonistes. Alison éprouve du plaisir à se laisser filmer par Liam. James, de son bureau, consulte le site de Liam et découvre une Alison qui, devant la caméra du jeune homme, se livre de façon intime, évoquant sans détours la relation particulière qu'elle entretient avec les hommes. Par le truchement de la caméra, James finit par comprendre qu'Alison ne l'aime pas comme il l'imaginait ; progressivement, Liam devient témoin de l'effondrement du couple.